# ルイザ・ズウォトコフスカ
ルイザ・ズウォトコフスカ（ Luiza Złotkowska　1986年5月25日-）は、ポーランドのスピードスケート選手。2010年バンクーバーオリンピック銅メダリスト。2014年ソチオリンピック銀メダリスト。2009年冬季ユニバーシアードでも3個のメダルを獲得している。ワルシャワ生まれ。身長160cm、体重52kg。なお苗字の「ł」は「w」の音を表すが、国際スケート連盟にはポーランド語の「ł」を「l」に書き換えた「Zlotkowska」の名で登録されている。そのためポーランド以外では後者で読まれることが多く、日本のメディアのでもズロトコフスカと表記されることがある。

## 経歴

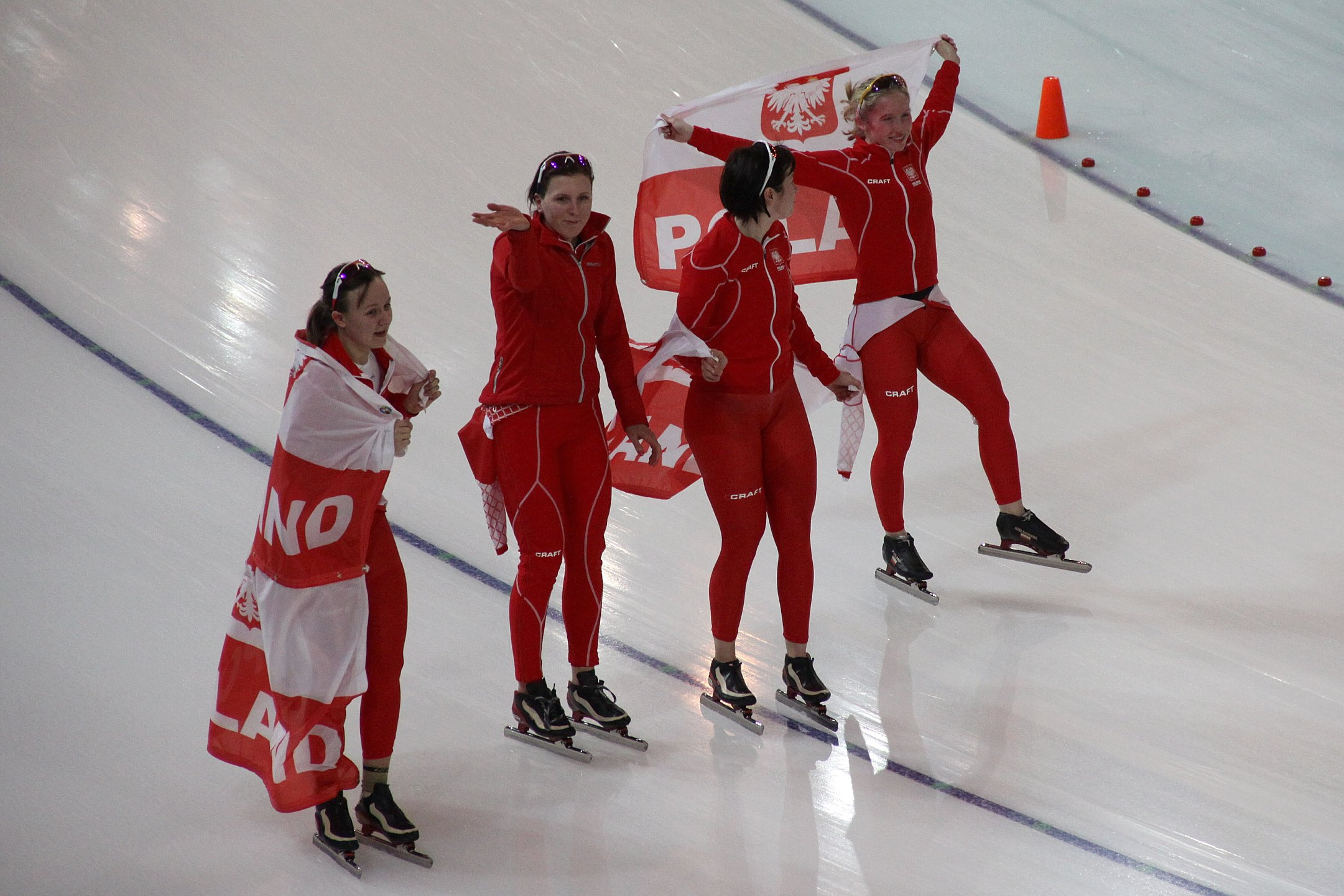
2010年バンクーバー五輪（向って右端）

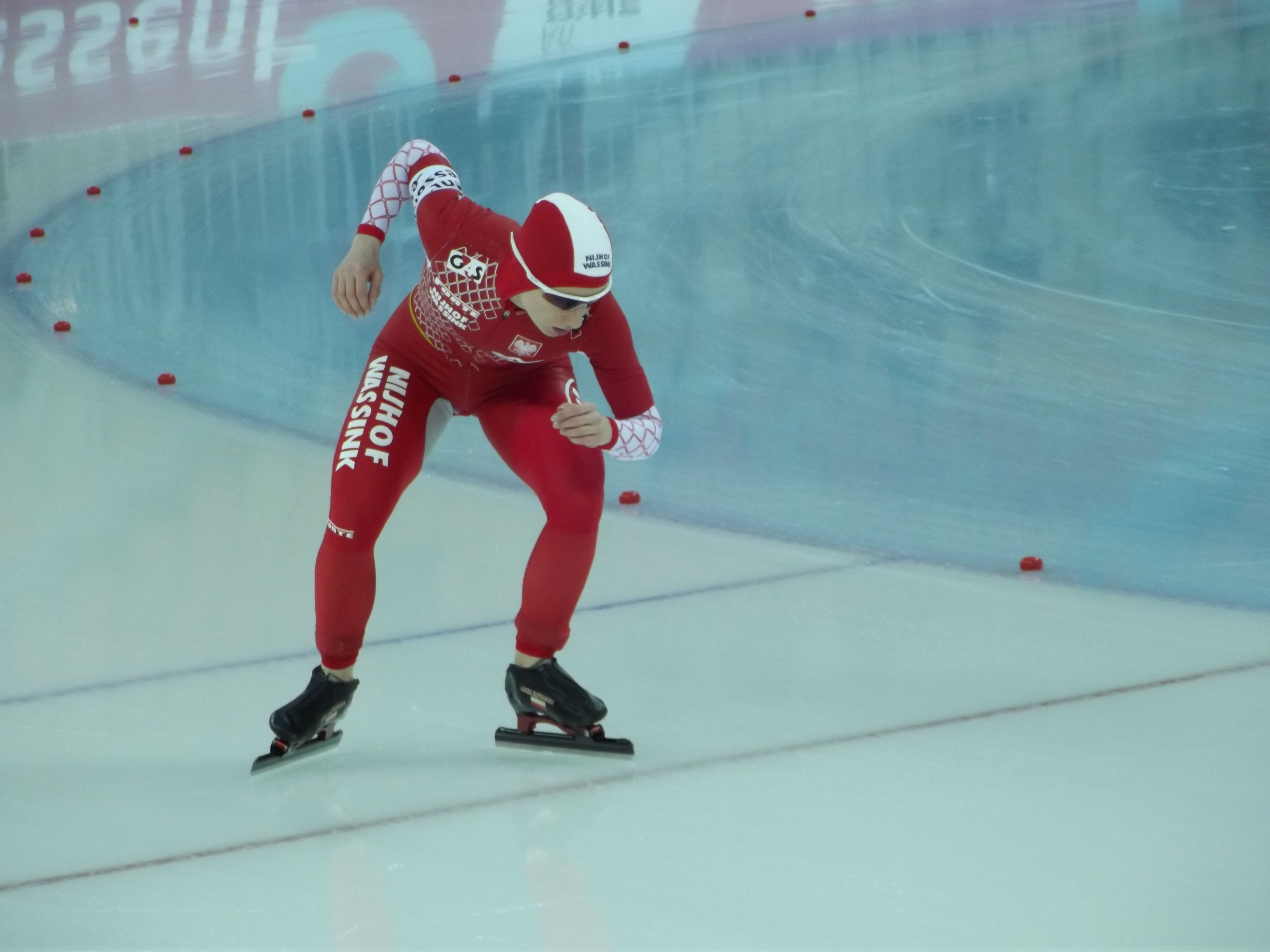
2013年世界距離別選手権（ソチ）

1986年5月25日にワルシャワで生まれた。ワルシャワ東方の町ジェロンカ（ Zielonka ）に住み、学校に上がる前から祖父に連れられて地元でスケートをしていた。しかし本格的なスケートの指導を受けるようになったのは10歳のとき、ワルシャワ西方の町ミラノヴェク（ Milanówek ）のクラブに通うようになってからであった。2000年、14歳のときに更にスケートの指導を受けるためザコパネに行くことを決め、そこで2005年まで過ごし、その間に多くの大会に参加して経験を積んだ。
ザコパネの高校を卒業した後、クラクフ体育大学（AWF Kraków）に進学してスケートを続け、2006年からはポーランドのナショナルチームに所属、それ以降はヨーロッパ選手権、ISUワールドカップ、ユニバーシアードなどの国際大会に出場するようになり、オリンピックを目標に鍛錬を重ねた。そして念願の2010年、彼女にとって初のオリンピック出場となったバンクーバーオリンピックの女子チームパシュートでアメリカチームを下して銅メダルを獲得した。
その後、手術を要する膝の故障を経て2014年ソチオリンピックに出場。女子チームパシュートにて銀メダルを獲得した。

## 自己ベスト
ズウォトコフスカの個人種目における自己ベスト記録は以下のとおり。
| 種目  | 記録      | 日付           | 場所               | 備考           |
| ----- | --------- | -------------- | ------------------ | -------------- |
| 500m  | 39秒74    | 2013年11月2日  | カルガリー         |                |
| 1000m | 1分15秒46 | 2013年11月10日 | カルガリー         |                |
| 1500m | 1分54秒77 | 2013年11月16日 | ソルトレイクシティ |                |
| 3000m | 4分02秒37 | 2013年11月15日 | ソルトレイクシティ |                |
| 5000m | 7分07秒02 | 2011年2月18日  | ソルトレイクシティ | ポーランド記録 |